# Едвалдо Хемоса
Едвалдо Хемоса е боливийски футболист.

## Национален отбор
Записал е и 11 мача за националния отбор на Боливия.
| Боливия | Боливия | Боливия |
| Година  | Мачове  | Голове  |
| ------- | ------- | ------- |
| 2011    | 8       | 1       |
| 2012    | 0       | 0       |
| 2013    | 3       | 0       |
| Общо    | 11      | 1       |